# Le Paria (journal)

Le Paria est un journal français communiste et anticolonialiste. De parution mensuelle, il est diffusé de 1922 à 1926. C'est l'organe de l'Union intercoloniale, liée au Parti communiste français.
Il un regroupe dans ses pages les articles de militants pour les droits des populations vivant en Indochine, dans les colonies françaises d'Afrique, et aux Antilles.
Son créateur et animateur principal est le Vietnamien Nguyễn Sinh Cung, futur leader des troupes communistes vietnamiennes sous le nom de Hô Chi Minh,,.